# Ruisseau du Marès
Ne doit pas être confondu avec Marès.
Le ruisseau du Marès est une rivière du sud de la France, dans les deux départements de l'Aude et de la Haute-Garonne, dans la région Occitanie, affluent du Marès sous-affluent de l'Hers-Mort et sous-affluent de la Garonne.

## Géographie
De 14,7 km de longueur, il prend sa source sur la commune des Cassés, dans le département de l'Aude, et se jette dans le Marès en rive droite sur la commune de Avignonet-Lauragais Haute-Garonne.

### Départements et communes traversées
- Haute-Garonne : Avignonet-Lauragais, Rieumajou, Saint-Félix-Lauragais.
- Aude : Les Cassés, Montmaur.

## Principaux affluents
- La Cantarane, 8,1 km
- Ruisseau des Hucs, 4,1 km